# Weeksville
Weeksville – jednostka osadnicza w Stanach Zjednoczonych, w stanie Montana, w hrabstwie Sanders.